# Diodor (tutor de Demetri)
Diodor (en llatí Diodorus, en grec antic Διόδωρος) fou el tutor del rei selèucida Demetri I Soter.
Quan Demetri va ser portat captiu a Roma, Diodor va anar-hi des de Síria i el va convèncer de què en cas que es pogués escapar seria aclamat a Síria i tot el poble s'alçaria al seu favor. Demetri el va escoltar i el va enviar a Síria per preparar la revolta.